# Нонака, Михо
Михо Нонака (яп. 野中生萌; род. 21 мая 1997, Сугамо) — японская спортсменка, выступающая в спортивном скалолазании. Серебряный призёр Олимпийских игр 2020 года и серебряный призёр Всемирных игр 2017 года.

## Биография
Михо Нонака родилась 21 мая 1997 года.

## Карьера
Нонака начала заниматься скалолазанием, когда ей было девять лет. На Кубке мира в боулдеринге она ежегодно улучшала результаты, первоначально заняла третье место в 2015 году, затем второе в 2016 году и в сезоне 2018 года одержала победу. На чемпионате мира по скалолазанию в Париже в 2016 году завоевала серебряную медаль в боулдеринге. При этом ей приходилось выступать с полученными ранее травмами плеча, которые повлияли на её выступление.
На Всемирных играх 2017 во Вроцлаве заняла второе место в боулдеринге.
Она заняла пятое место на чемпионате мира по скалолазанию 2019 года. На этом турнире разыгрывались олимпийские лицензии на Игры в Токио, где дебютировало спортивное скалолазание, и сразу четыре японские девушки преодолели норматив, однако от одной страны могло выступить только две спортсменки. В конце концов, когда апелляции японской федерации в CAS отклонили, две спортсменки тем не менее были номинированы на летние Олимпийские игры 2020 года в Токио по квоте организатора. Михо является членом Японской ассоциации альпинизма и спортивного скалолазания.
На домашней Олимпиаде в Токио в квалификации заняла четвёртое место в лазании на скорость, опередив мировую рекордсменку Юлию Каплину из России. Затем она стала восьмой в боулдеринге, достигнув одного топа и преодолев три зоны, а затем стала третьей в лазании на трудность, обеспечив также общее третье место и выход в финал. Там она стала третьей в лазании на скорость и в боулдеринге, а в лазании на трудность заняла пятое место. Произведение мест позволило ей стать второй в общей зачёте, опередив соотечественницу Акиё Ногути. Японка уступила только словенке Янье Гарнбрет.